# Bleptina venata
Bleptina venata là một loài bướm đêm trong họ Noctuidae.